# Districtul Krujë

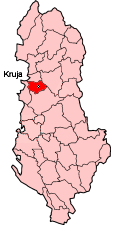
Districtul Krujë în Albania

Krujë este un district în Albania.
1. 1 2  GeoNames